# Campion kroombitensis
Campion kroombitensis är en insektsart som beskrevs av Christine Lynette Lambkin och Tim R. New 1994. Campion kroombitensis ingår i släktet Campion och familjen fångsländor. Inga underarter finns listade i Catalogue of Life.